# 一関市総合体育館
一関市総合体育館（いちのせきしそうごうたいいくかん）は岩手県一関市にある体育館。別名はユードーム。

## 概要
1999年3月20日に竣工した。同年8月には、岩手県で行われた平成11年度全国高等学校総合体育大会のバスケットボール競技とフェンシング競技の主会場となった。イベント用途にも利用されており、2023年5月には県内初開催となる「TGC teen ICHINOSEKI 2023」の会場となった。
一関ヒロセ電機がネーミングライツを取得し、2024年5月1日より愛称が「一関ヒロセユードーム」となった。

## 施設概要
- メインアリーナ（2,551 m2） - 固定席：2,006席、車椅子席：12席、立見席：150席
- サブアリーナ（921 m2） - 固定席：53席
- トレーニング室
- 大会本部室
- 会議室（3室）
- 選手控室（3室）
- 控室（2室）

出典：

## アクセス

### 鉄道
- 一ノ関駅（JR東日本：東北新幹線・東北本線・大船渡線）から車で約5分

### バス
- 「一関市総合体育館」バス停（岩手県交通）から徒歩すぐ

## 周辺
- 一関水泳プール
- イオンスーパーセンター一関店
- 一関遊水地記念緑地公園
- 一関サッカー・ラグビー場